# Сили спеціального призначення Уругваю
Сили спеціального призначення Уругваю — це підготовлені за особливою програмою вишколу підрозділи і частини різних спеціальних служб, сухопутних військ, морської піхоти та поліції, а також антитерористичні підрозділи, призначені для боротьби і знищення терористичних формувань, проведення спеціальних операцій, організації партизанської війни, диверсійних актів в глибокому тилу противника і виконання інших складних бойових завдань (мала війна).
Хоча в Уругваї немає сил спеціального призначення, як окремого роду військ, проте є підрозділи збройних сил та поліції, які здатні виконувати спеціальні, диверсійно-розвідувальні, контртерористичні операції.

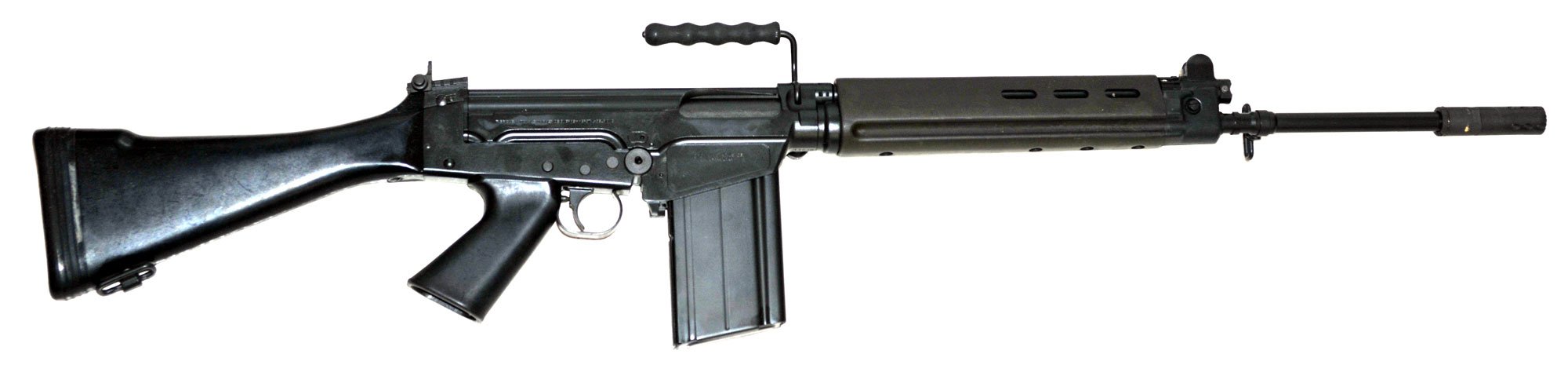
автоматична гвинтівка FN-FAL

До них належать наступні підрозділи:
- 14-й парашутно-десантний батальйон (належить до Сухопутних військ, серед яких є елітним і організаційно входить до столичної 5-ї піхотної бригади, що дислокована в місті Монтевідео). Чисельність батальйону— 600 осіб. На озброєнні батальйону знаходяться німецькі автоматичні гвинтівки  HK G-36V.
- Окремий батальйон морської піхоти у складі Військово-морських Сил. Чисельність батальйону -450 осіб і складається з десяти рот: чотирьох піхотних, по одній— амфібійній, кулеметній, мінометній, спеціального призначення, забезпечення та навчальній. На озброєнні батальйону знаходяться американські автоматичні гвинтівки М16А1, бельгійські автоматичні гвинтівки FN FAL  ліцензійного аргентинського виробництва, бельгійські 7,62 мм кулемети  FN MAG, 60  та 81 мм іспанські  міномети та кілька китайських ПТРК HJ-8.

Всі частини — кадровані і доукомплектовуються у воєнний час.
- Загін бойових плавців — окреме військове формування чисельністю в 30 осіб.
- Національна республіканська гвадія — елітний поліцейський підрозділ, створений у 2009 році в складі національної поліції і зведений у окремий полк чисельністю в 1600 осіб, куди входить і поліцейські сили спеціальних операцій — Кірасирська гвардія (Unidad Nacional de Operaciones Especiales (UNOE)). В 2011 році в Російській Федерації (в рахунок погашення боргу колишнього СРСР перед Уругваєм) для цих сил було придбане наступне озброєння: три броньованих автомобілі ГАЗ-233036 "Тигр" (СПМ-2), 150 автоматів АК-103 під 7,62 мм патрон НАТО,12 снайперських гвинтівок СВД, 36 пістолетів-кулеметів "Бізон-1-02" (під 9 мм набій Para.), 320 пістолетів-кулеметів"Витязь-СН" (варіант "Бізон-1-02" з роговим магазином), та 353 тисячі набоїв для цього озброєння.

Незважаючи на фінансові проблеми, загальне скорочення чисельності збройних сил, військово-політичне керівництво країни робить кроки по оснащенню сил спеціального призначення сучасними зразками озброєння, в першу чергу - стрілецького, в тому числі і власного виробництва. Зокрема, морську піхоту планують переозброїти німецькими автоматичними гвинтівками HK G-36V, гвинтівки FN FAL замінюються австрійськими автоматичними гвинтівками AUG A2UR,
в країні планується виробництво пістолетів Глок-17 для заміни пістолетів Браунінг Хай Пауер та Кольт 1911, що досі стоять на озброєнні, для сил спеціального призначення в країні розроблена і випускається великокаліберна снайперська гвинтівка Peregrino FS50 калібру 12,7 мм.